# ولي الدين يكن
ولي الدين بن حسن سري بن إبراهيم باشا يكن. (1290 - 1339 هـ / 1873 - 1921 م)، شاعر مصري تركيّ الأب شركسيّ الأم.

## حياته
ولد في إستانبول وانتقل إلى مصر مع والده لما ارتحل هذا الأخير إليها. كان لا يزال طفلاً في السّادسة من عمره لما توفي والده عام 1879؛ فكفله عمه علي حيدر ناظر المالية بمصر وعلمه فمال إلى الأدب، وكتب في الصحف، فابتدأت شهرته، وسافر إلى الأستانة مرتين (سنة 1314 - 1316هـ)، وعين في الثانية عضواً في مجلس المعارف الكبير. نفاه السلطان عبد الحميد إلى ولاية سيواس سنة 1902 فاستمر إلى أن أعلن الدستور العثماني 1908، فانتقل إلى مصر.
كان يجيد التركية والفرنسية ويتكلم الإنجليزية واليونانية. وعمل في وزاره الحقانية سنة 1924 فعين سكرتيراً عربياً لديوان الأمناء، ومرض وابتلي بالكوكايين، فقعد عن العمل (1919) وقصد حلوان مستشفياً فتوفي بها، ودفن في القاهرة.
نشرت جريدة المقطم - هي صحيفة كانت تصدر في مصر ابان حقبة الاستعمار الإنجليزي وناطقة بلسان حاله - للشاعر ولي الدين يكن قصيدة مهداة إلى الملك إدوارد السابع، ملك بريطانيا العظمى وإمبراطور الهند يقول فيها:
وعند وفاة الملك إدوارد السابع الذي «تقسم مصر بمن فيها بتاجه» ـ كما زعم يكن ـ ينعاه الأخير بقصيدة يبلغه فيها حزن النيل والأهرام وبكاءهما عليه:

## ولي الدين يكن المعارض
لم تنفك شخصية ولي الدين يكن من كونها شخصية معارضة على جانبي الحكم والدين، فيتمثل شكل معارضته للحكم آنذاك (الدولة العثمانية) بعلاقته المتأزمة مع السلطان عبد الحميد الثاني حتى بلغ به الأمر إلى تصنيف كتابٍ أسماه «مائة برهان وبرهان على ظلم عبد الحميد السلطان». ولم يعثر على الكتاب مخطوطاً لكنه ذكر في شعره، وكان من عوامل تأزم العلاقة بين السلطان ويكن، فنُفي إلى سيواس في 14 فبراير 1902 بعد غلق جريدته «الاستقامة» (وكانت في مصر) سنة 1897 أي بعد حوالي 5 سنوات ظل خلالها يقدح بالحكومة ويلمز سوءاً بها، ويقول في ذلك أنطون الجميل: «فأصدر في 27 تموز 1897م جريدة الاستقامة جاعلاً منها منبره الحر يتصدى من فوقه لمواجهة الاستبداد والظلم والجهل غير أن الاستقامة لم تعمر طويلاً إذ منعت السلطات العثمانية انتشارها فأغقلت في السنة عينها». فقال ينبز السلطة العثمانية:
ويرجح أن يكون هذا الشعر قد نُظم قبل نفيه إلى سيواس وإلى أن عاد بعد إعلان الدستور سنة 1908 وإلى أن توفي بقى يذم بالسلطان عبد الحميد، يقول صديقه أنطون الجميل: «وقد عين في وزارة الحقانية المصرية إلى أن تولى السلطان حسين كامل الأريكة المصرية فدعاه إليه وعينه سكرتيراً عربياً في الديوان العالي». وقال مخاطباً العرب بعد خلع عبد الحميد:
والكثير من القصائد والأشعار التي ذم بها الحميد ويلاحظها كل من قرأ ديوانه أو كتبه فهو يقول في كتابه المعلوم والمجهول:
والقصيدة طويلة أدرجها تحت عنوان «ألا أقتل أمير المؤمنين»، ومن يطالع ديوانه ومؤلفاته يجده دائم المدح للغرب والإنكليز كالجنرال البريطاني مكسويل والذي كان قائد الكتائب البريطانية في مصر وكذا ملك بريطانيا إدوارد السابع (1841-1910). ولم تقف معارضته للحكم السياسي بل تعدت للأحكام الدينية لبعض الأديان فهو كان من المطالبين بنزع الحجاب عن المرأة وهو حكم من أحكام الإسلام ووافقته بعض الأديان الأخرى فيقول في المرأة:
وعليق الشارح للديوان أنطوان القوال: «وكان ولي الدين من أنصار حقوق المرأة ومن المطالبين بنزع الحجاب عنها»،  وربما هذه الاعتراضات على التشريعات الدينية لدين الدولة الأساسي هو ما أدى إلى نفيه وخصوصا أنه كان (قبل نفيه) يعمل في دوائر الدولة وينشر أشعاره في الجرائد والصحف.

### آثاره المطبوعة
لولي الدين يكن الآثار المطبوعة التالية:
- «المعلوم والمجهول» وهو كتاب في جزئين كتب فيه عن خصومته للسلطان عبد الحميد ورجاله وعلى رأسهم شيخ مشايخ الدولة العثمانية أبو الهدى الصيادي، ومدح في الكتاب البريطان أشد المديح لذل قيل بأن في الكتاب نفاق كبير للأجنبي المتمثل باللورد كرومر داهية الاستعمار الإنجليزي في مصر.[19]
- الخافي والبادي من فضائح الصيادي، وهو ترجمة لأبي الهدى الصيادي وكان ساخطاً عليه ذمه بالحق وبالباطل.[20]
- الطلاق لبول بورجيه (رواية مترجمة عن الفرنسية)
- الصحائف السود
- التجاريب
- خواطر نيازي (المترجمة إلى التركية)
- الديوان (الذي جمعه أخوه يوسف حمدي يكن)
- دكران رائف، وهي جميعها مقالات أو قصائد.

وولي الدين ينتقل في مقالاته من الشّعر إلى النّثر ومن النثر إلى الشعر على أهون سبيل.

## روابط خارجية
- ولي الدين يكن على موقع أرشيف الشارخ.